# Periphloea corticina
Periphloea corticina är en insektsart som beskrevs av Ludwig Redtenbacher 1906. Periphloea corticina ingår i släktet Periphloea och familjen Pseudophasmatidae. Inga underarter finns listade i Catalogue of Life.